# Stuttgarter Besen
Der Stuttgarter Besen ist ein Kabarett- und Kleinkunst-Wettbewerb, der seit 1998 jährlich im Rahmen des Stuttgarter Kabarett-Festivals (veranstaltet seit 1993) stattfindet. Veranstalter des Wettbewerbs Stuttgarter Besen ist das Renitenztheater in Stuttgart, wo die Veranstaltung traditionell ausgetragen wird (Ausnahme 2008, da fand die vierstündige Veranstaltung in den Wagenhallen am Stuttgarter Nordbahnhof statt). Gestiftet werden die Preisgelder von der Stadt Stuttgart. Der Südwestrundfunk (SWR) zeichnet den Wettbewerb öffentlich auf und strahlt ihn im Fernsehen und Hörfunk aus.

## Struktur
Die Bewerber können sich mit Lebenslauf und Demo-Video/DVD beim Renitenztheater bewerben. Einsendeschluss ist Ende November des Vorjahres. In den ersten Jahren lag die Altersgrenze der Teilnehmerbewerber noch bei 35 Jahren, dies ist längst kein Kriterium mehr. Aufgerufen zur Bewerbung sind Solokünstler ebenso wie Ensembles aus den Bereichen Kabarett und Comedy, Musikkabarett und Chanson sowie Poetry-Slam. Aus allen Einsendungen wählt die Jury acht Nominierte aus, die am Abend des Wettbewerbs 15 Minuten aus ihrem Programm präsentieren. Im Anschluss vergibt die fachkundige Jury die Stuttgarter Besen in Gold, Silber und Holz und das kabarettaffine Publikum im Saal den Gerhard-Woyda-Publikumsbesen. Von 2011 bis 2014 moderierte Christoph Sieber die Veranstaltung. Seit 2015 führt der ehemalige Preisträger Florian Schroeder durch den Abend. Für den Live-Sound ist DJ und Musiker Andrew Zbik alias Zbikbeat verantwortlich.

## Bisherige Preisträger
| Jahr | Goldener Besen (3000 €)                          | Silberner Besen (2000 €)                        | Hölzerner Besen (1500 €)                                                                                       | Gerhard-Woyda-Publikumspreis (1700 €)                       |
| ---- | ------------------------------------------------ | ----------------------------------------------- | --- | ----------------------------------------------------------- |
| 2025 | Michaela Obertscheider                           | Cüneyt Akan                                     | Jane Mumford                                                                                                   | Matthias Ningel                                             |
| 2024 | Falk Plücker                                     | Niko Nagl                                       | Abdel Boudii und Philipp Weber                                                                                 | Falk Plücker                                                |
| 2023 | Eva Eiselt                                       | Tony Bauer                                      | Fee Brembeck                                                                                                   | Dr. Pop                                                     |
| 2022 | David Stockenreitner                             | Eva Karl-Faltermeier                            | Mirja Regensburg                                                                                               | Erik Lehmann                                                |
| 2021 | Benedikt Mitmannsgruber                          | Luan                                            | Lea Hieronymus                                                                                                 | Lucy van Kuhl                                               |
| 2020 | Stefan Danziger                                  | Tutty Tran                                      | William Wahl                                                                                                   | Kernölamazonen                                              |
| 2019 | Simon Stäblein                                   | Stefanie Kerker                                 | Torsten Schlosser                                                                                              | Osan Yaran                                                  |
| 2018 | Lennart Schilgen                                 | Herr Schröder                                   | Tahnee Schaffarczyk                                                                                            | Tan Çağlar                                                  |
| 2017 | Martin Frank                                     | Lisa Catena                                     | Bastian Bielendorfer                                                                                           | Özgür Cebe                                                  |
| 2016 | Idil Baydar                                      | Ingmar Stadelmann                               | Friedemann Weise                                                                                               | Onkel Fisch                                                 |
| 2015 | Dave Davis                                       | Christof Spörk                                  | Chris Tall | Robbi Pawlik                                                |
| 2014 | Maxi Schafroth                                   | René Sydow                                      | Jens Neutag | Sascha Korf                                                 |
| 2013 | Michael Hatzius und Die Echse                    | FIL                                             | geteilt zwischen Lars Redlich und Maxi Gstettenbauer                                                           | Michael Hatzius und Die Echse                               |
| 2012 | Timo Wopp                                        | Till Reiners                                    | Abdelkarim | Michael Krebs                                               |
| 2011 | Stefan Waghubinger                               | Chin Meyer                                      | Das Geld liegt auf der Fensterbank, Marie                                                                      | Nico Semsrott                                               |
| 2010 | Julian Heun                                      | Max Uthoff                                      | geteilt zwischen PauL – Poesie aus Leidenschaft (Bumillo, Heiner Lange, Philipp Scharrenberg) und Ulan & Bator | Julian Heun                                                 |
| 2009 | Carmela de Feo                                   | Andreas Spider Krenzke                          | geteilt zwischen Nepo Fitz und Bidla Buh                                                                       | Carmela de Feo                                              |
| 2008 | Matthias Egersdörfer                             | Uta Köbernick                                   | Volker Strübing                                                                                                | Ass-Dur                                                     |
| 2007 | Zärtlichkeiten mit Freunden                      | geteilt zwischen Marc-Uwe Kling und Klaus Eckel | Horst Fyrguth                                                                                                  | Klaus Eckel                                                 |
| 2006 | Top Sigrid (Duo Eva Eiselt und Christine Prayon) | Florian Schroeder                               | geteilt zwischen Duo Schienentröster und Hans Gerzlich                                                         | Top Sigrid                                                  |
| 2005 | Weber-Beckmann                                   | Mathias Tretter                                 | Knusper! | geteilt zwischen Weber-Beckmann und Marco Tschirpke         |
| 2004 | Hagen Rether                                     | Cornelius Schirmer & Franz Josef Grümmer        | Ludger K. | Hagen Rether                                                |
| 2003 | Evi und das Tier                                 | Ludwig Müller                                   | Olaf Schubert und Freunde                                                                                      | geteilt zwischen Evi und das Tier und Bodo Wartke           |
| 2002 | Herbert, Horst und Heinz                         | Eure Mütter                                     | Werner Brix | geteilt zwischen Michael Klink und Herbert, Horst und Heinz |
| 2001 | Die Handwerker                                   | Duo Seibel & Wohlenberg                         | Sybille und der kleine Wahnsinnige                                                                             | Andrea Lipka                                                |
| 2000 | Duo Podewitz                                     | Bolzano & Maleh                                 | Ulrich Munz | Ulrich Munz                                                 |
| 1999 | Helmut Schleich                                  | Tobias Saalfeld                                 | Sebastian Schnoy                                                                                               | Die Scheinheiligen                                          |
| 1998 | FaberhaftGuth                                    | Rolf Miller                                     | Schiffer/Beckmann                                                                                              | —                                                           |